# 헤이지니
헤이지니(본명: 강혜진, 1989년 11월 20일~)는 키즈 콘텐츠로 활동하는 대한민국의 유튜버이다. 캐리 소프트에서 운영하는 유튜브 채널 캐리와 장난감 친구들의 1대 '캐리'이며, 현재는 캐리 소프트에서의 활동을 중단하고, 2017년 5월부터 본인의 유튜브 채널을 운영 중이다. 아이들의 눈높이에 맞추어 영상을 제작하고 있다.

## 학력
- 대전지족고등학교 (졸업)
- 동덕여자대학교 방송연예학과 (학사)

## 방송활동

### 타방송사
- 2016년 SBS 《스타킹》
- 2017년 MBC 《마이 리틀 텔레비전》
- 2018년 MBC 에브리원 《대한외국인》
- 2019년 tvN 《연말엔 tvN - 박나래 쇼》
- 2023년 MBC 《생방송 행복드림 로또 6/45》- 게스트 1099회

### KBS
- 2016년 KBS2 《TV유치원》
- 2018년 KBS2 《해피투게더 3》
- 2018년 KBS2 《1박 2일》
- 2020년 KBS2 《사장님 귀는 당나귀 귀》
- 2021년 KBS2 《TV는 사랑을 싣고》

### 타방송사 라디오
- 2019년 MBC 표준FM 《정선희, 문천식의 지금은 라디오 시대》
- 2019년 MBC FM4U 《오늘아침 정지영입니다》

## 드라마 출연작

### 타방송사
- 2021년 JTBC 월화드라마 《선배 그 립스틱 바르지 마요》 ... 김가영 역(드라마 첫 데뷔작)

## 출연작
- 2014년 ~ 2017년 2월 캐리와 장난감 친구들[2]
- 2016년 6월 8일 ~ 2017년 1월 10일 캐리의 냠냠밥상
- 2017년 5월 1일 ~ 현재 헤이지니
- 2017년 ~ 현재 TV유치원
- 2021년 1월 5일 ~ 현재 혜진쓰 Hyejin's

## 가족 관계
- 부모
- 배우자: 충충이(본명: 박충혁)
  - 딸: 토토(본명: 박채유, 2023년 7월 27일~)
- 아들: 포포 (2025년 7월 10일~)
- 오빠: 럭키강이(본명: 강민석, 1988년 1월 22일~)
- 올케: 이다애
- 조카: 강채연 (2019년 9월 6일~), 강태이 (2022년 12월 8일~)